# Unzela succinctus
Unzela succinctus är en fjärilsart som beskrevs av Felder 1874. Unzela succinctus ingår i släktet Unzela och familjen svärmare. Inga underarter finns listade i Catalogue of Life.